# Vuelta a Portugal 2015
La 77º edición de la Vuelta a Portugal tuvo lugar del 29 de julio al 9 de agosto del 2015 con un recorrido de 1 551,7 km dividido en 10 etapas en línea y de un prólogo.
La carrera perteneció al UCI Europe Tour 2015, dentro de la categoría 2.1.
El ganador final fue Gustavo César Veloso, quien además se hizo con dos etapas, siendo una de ellas la etapa contrarreloj final, y con la clasificación por puntos. Le acompañaron en el podio Joni Brandão y Alejandro Marque, respectivamente.
En las otras clasificaciones secundarias se impusieron Bruno Silva (montaña), Alexey Rybalkin (jóvenes) y W52-Quinta da Lixa (equipos).

## Equipos participantes
Tomaron parte en la carrera 16 equipos: el único equipo español de categoría Profesional Continental y 15 de categoría Continental. Formando así un pelotón de 137 ciclistas, con 9 corredores cada equipo (excepto el Idea 2010 ASD, Kuota-Lotto y ISD Continental que salieron con 8 y el Stuttgart y el Lokosphinx que salieron con 7), de los que acabaron 104. Los equipos participantes fueron:
| Equipo                      | Cód. UCI | Categoría               |
| --------------------------- | -------- | ----------------------- |
| W52-Quinta da Lixa          | W52      | Continental             |
| Radio Popular-Boavista      | RPB      | Continental             |
| LA Aluminios-Antarte        | LAA      | Continental             |
| Louletano-Ray Just Energy   | LRJ      | Continental             |
| Team Tavira                 | TAV      | Continental             |
| Efapel                      | EFP      | Continental             |
| Caja Rural-Seguros RGA      | CJR      | Profesional Continental |
| Parkhotel Valkenburg        | PVC      | Continental             |
| Movistar Team Ecuador       | ECU      | Continental             |
| Idea 2010 ASD               | IDE      | Continental             |
| Lokosphinx                  | LOK      | Continental             |
| Team Stuttgart              | SGT      | Continental             |
| Cyclingteam Join's-De Rijke | RIJ      | Continental             |
| Verandas-Willems            | WIL      | Continental             |
| Kuota-Lotto                 | TKG      | Continental             |
| ISD Continental             | ISD      | Continental             |

## Etapas
| Etapa   | Fecha       | Recorrido                       | km      | Ganador                  | Líder                |
| Prólogo | 29 de julio | Viseu-Viseu                     | 6 (CRI) | Gaëtan Bille             | Gaëtan Bille         |
| 1ª      | 30 de julio | Pinhel-Bragance                 | 196,8   | Vicente García de Mateos | Gaëtan Bille         |
| 2ª      | 31 de julio | Macedo de Cavaleiros-Montalegre | 175,6   | Delio Fernández          | Gustavo César Veloso |
| 3ª      | 1 de agosto | Boticas-Fafe                    | 172.2   | Davide Vigano            | Gustavo César Veloso |
| 4ª      | 2 de agosto | Alvarenga-Mondim de Basto       | 159,4   | Filipe Cardoso           | Gustavo César Veloso |
| 5ª      | 3 de agosto | Braga-Viana do Castelo          | 169,4   | José Gonçalves           | Gustavo César Veloso |
| 6ª      | 4 de agosto | Ovar-Oliveira de Azeméis        | 154,1   | Gustavo César Veloso     | Gustavo César Veloso |
| 7ª      | 6 de agosto | Condeixa-a-Nova-Seia            | 171,3   | Delio Fernández          | Gustavo César Veloso |
| 8ª      | 7 de agosto | Guarda-Castelo Branco           | 180,2   | Eduard Prades            | Gustavo César Veloso |
| 9ª      | 8 de agosto | Pedrogão-Leiría                 | 34,2    | Gustavo César Veloso     | Gustavo César Veloso |
| 10.ª    | 9 de agosto | Vila Franca de Xira-Lisboa      | 132,5   | Matteo Malucelli         | Gustavo César Veloso |

## Clasificaciones finales

### Clasificación general
| Posición | Ciclista             | Equipo                 | Tiempo         |
| -------- | -------------------- | ---------------------- | -------------- |
|          | Gustavo César Veloso | W52-Quinta da Lixa     | 40h 00 min 39s |
| 2        | Joni Brandão         | Efapel                 | a 2 min 12 s   |
| 3        | Alejandro Marque     | Efapel                 | a 2 min 19 s   |
| 4        | Delio Fernández      | W52-Quinta da Lixa     | a 2 min 57 s   |
| 5        | Rui Sousa            | Radio Popular-Boavista | a 2 min 58 s   |
| 6        | António Carvalho     | W52-Quinta da Lixa     | a 3 min 20 s   |
| 7        | Sérgio Sousa         | LA Aluminios-Antarte   | a 3 min 45 s   |
| 8        | Daniel Silva         | Radio Popular-Boavista | a 4 min 32 s   |
| 9        | Hernâni Broco        | LA Aluminios-Antarte   | a 4 min 33 s   |
| 10       | Amaro Antunes        | LA Aluminios-Antarte   | a 5 min 27 s   |

### Clasificación por puntos
| Posición | Ciclista             | Equipo             | Puntos |
| -------- | -------------------- | ------------------ | ------ |
|          | Gustavo César Veloso | W52-Quinta da Lixa | 118    |
| 2        | Delio Fernández      | W52-Quinta da Lixa | 103    |
| 3        | Davide Vigano        | Idea 2010 ASD      | 93     |

### Clasificación de la montaña
| Posición | Ciclista             | Equipo               | Puntos |
| -------- | -------------------- | -------------------- | ------ |
|          | Bruno Silva          | LA Aluminios-Antarte | 80     |
| 2        | Delio Fernández      | W52-Quinta da Lixa   | 50     |
| 3        | Gustavo César Veloso | W52-Quinta da Lixa   | 44     |

### Clasificación de los jóvenes
| Posición | Ciclista         | Equipo          | Tiempo          |
| -------- | ---------------- | --------------- | --------------- |
|          | Aleksey Rybalkin | Lokosphinx      | 40h 12 min 01 s |
| 2        | Anatoliy Budyak  | ISD Continental | a 24 min 13 s   |
| 3        | Evgeny Shalunov  | Lokosphinx      | a 25 min 03 s   |

### Clasificación por equipos
| Posición | Equipo                 | Tiempo            |
| -------- | ---------------------- | ----------------- |
|          | W52-Quinta da Lixa     | 120 h 07 min 56 s |
| 2        | Radio Popular-Boavista | a 6 min 29 s      |
| 3        | LA Aluminios-Antarte   | a 7 min 36 s      |

## Evolución de las clasificaciones
| Etapa (Vencedor)                       | Clasificación general | Clasificación de la montaña | Clasificación por puntos | Clasificación de los jóvenes | Clasificación por equipos |
| -------------------------------------- | --------------------- | --------------------------- | ------------------------ | ---------------------------- | ------------------------- |
| Prólogo (CRI) (Gaëtan Bille)           | Gaëtan Bille          | no se entregó               | no se entregó            | Luca Cappelli                | Verandas Willems          |
| 1.ª etapa (Vicente García de Mateos)   | Gaëtan Bille          | Bruno Silva                 | Vicente García de Mateos | Héctor Sáez Benito           | W52-Quinta da Lixa        |
| 2.ª etapa (Delio Fernández)            | Gustavo César Veloso  | Bruno Silva                 | José Gonçalves           | Luca Cappelli                | W52-Quinta da Lixa        |
| 3.ª etapa (Davide Vigano)              | Gustavo César Veloso  | Bruno Silva                 | Davide Vigano            | Luca Cappelli                | W52-Quinta da Lixa        |
| 4.ª etapa (Filipe Cardoso)             | Gustavo César Veloso  | Bruno Silva                 | Filipe Cardoso           | Alexey Rybalkin              | W52-Quinta da Lixa        |
| 5.ª etapa (José Gonçalves)             | Gustavo César Veloso  | Bruno Silva                 | Gustavo César Veloso     | Alexey Rybalkin              | W52-Quinta da Lixa        |
| 6.ª etapa (Gustavo César Veloso)       | Gustavo César Veloso  | Bruno Silva                 | Gustavo César Veloso     | Alexey Rybalkin              | W52-Quinta da Lixa        |
| 7.ª etapa (Delio Fernández)            | Gustavo César Veloso  | Bruno Silva                 | Gustavo César Veloso     | Alexey Rybalkin              | W52-Quinta da Lixa        |
| 8.ª etapa (Eduard Prades)              | Gustavo César Veloso  | Bruno Silva                 | Gustavo César Veloso     | Alexey Rybalkin              | W52-Quinta da Lixa        |
| 9.ª etapa (CRI) (Gustavo César Veloso) | Gustavo César Veloso  | Bruno Silva                 | Gustavo César Veloso     | Alexey Rybalkin              | W52-Quinta da Lixa        |
| 10.ª etapa (Matteo Malucelli)          | Gustavo César Veloso  | Bruno Silva                 | Gustavo César Veloso     | Alexey Rybalkin              | W52-Quinta da Lixa        |
| Clasificación final                    | Gustavo César Veloso  | Bruno Silva                 | Gustavo César Veloso     | Alexey Rybalkin              | W52-Quinta da Lixa        |